# Wakacje Fryderyka
Wakacje Fryderyka (ang. Freddy goes to Florida) – pierwsza książka z serii książek o prosiaczku Fryderyku autorstwa Waltera R. Brooksa.
Książka jest uważana za kultową w USA. Postać prosiaczka Fryderyka, inteligentnej świnki poety, jest tam nazywana „amerykańskim Kubusiem Puchatkiem”
Do Polski trafiła dopiero w 2013 nakładem wydawnictwa Jaguar. Kolejne tomy trafiły do Polski w 2014 („Prosiaczek Fryderyk i dzięcioły” i „Życie to cyrk”) i  2015 („Prosiaczek Fryderyk: Wielka wojna o imbryk”).

## Fabuła
Zwierzęta z farmy pana Beana wiodą zwyczajne, niezbyt urozmaicone życie. Pan Bean nie jest zamożnym człowiekiem, ledwo go stać na utrzymanie siebie i jego rodziny, tak więc nie może zapewnić zwierzakom szczególnych wygód. Jednak pewnego, jesiennego poranka kogut Karol spotyka jaskółkę, która opowiada mu o migracji ptaków i o ciepłych krajach. Zaintrygowany tym Karol postanawia wraz z pozostałym zwierzakami o wyruszeniu na czas zimy na Florydę. Urządzają losowanie, które ma rozstrzygnąć, kto pójdzie na tę wyprawę. Tymi szczęśliwcami okazują się być: Fryderyk, świnia; Pani Wanda, krowa; Jinks, kot; Hanks, koń; Robert, pies; dwie kaczki oraz trzy myszy. Cała dziewiątka (a później dwunastka) wyruszają w pełną przygód i niebezpieczeństw podróż.